# Ficus destruens
Ficus destruens là một loài thực vật có hoa trong họ Moraceae. Loài này được F.Muell. ex C.T.White mô tả khoa học đầu tiên năm 1933.

## Hình ảnh

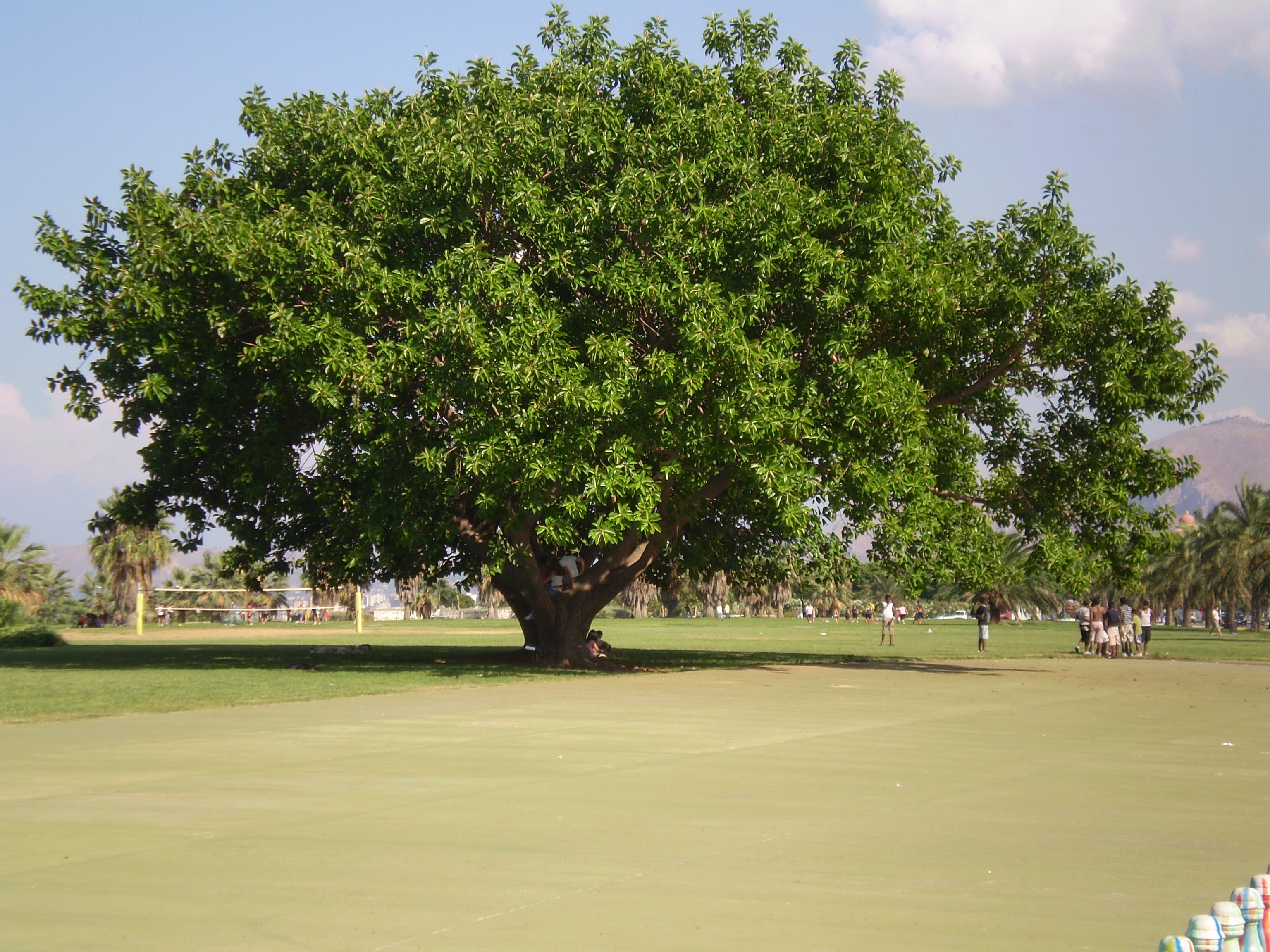
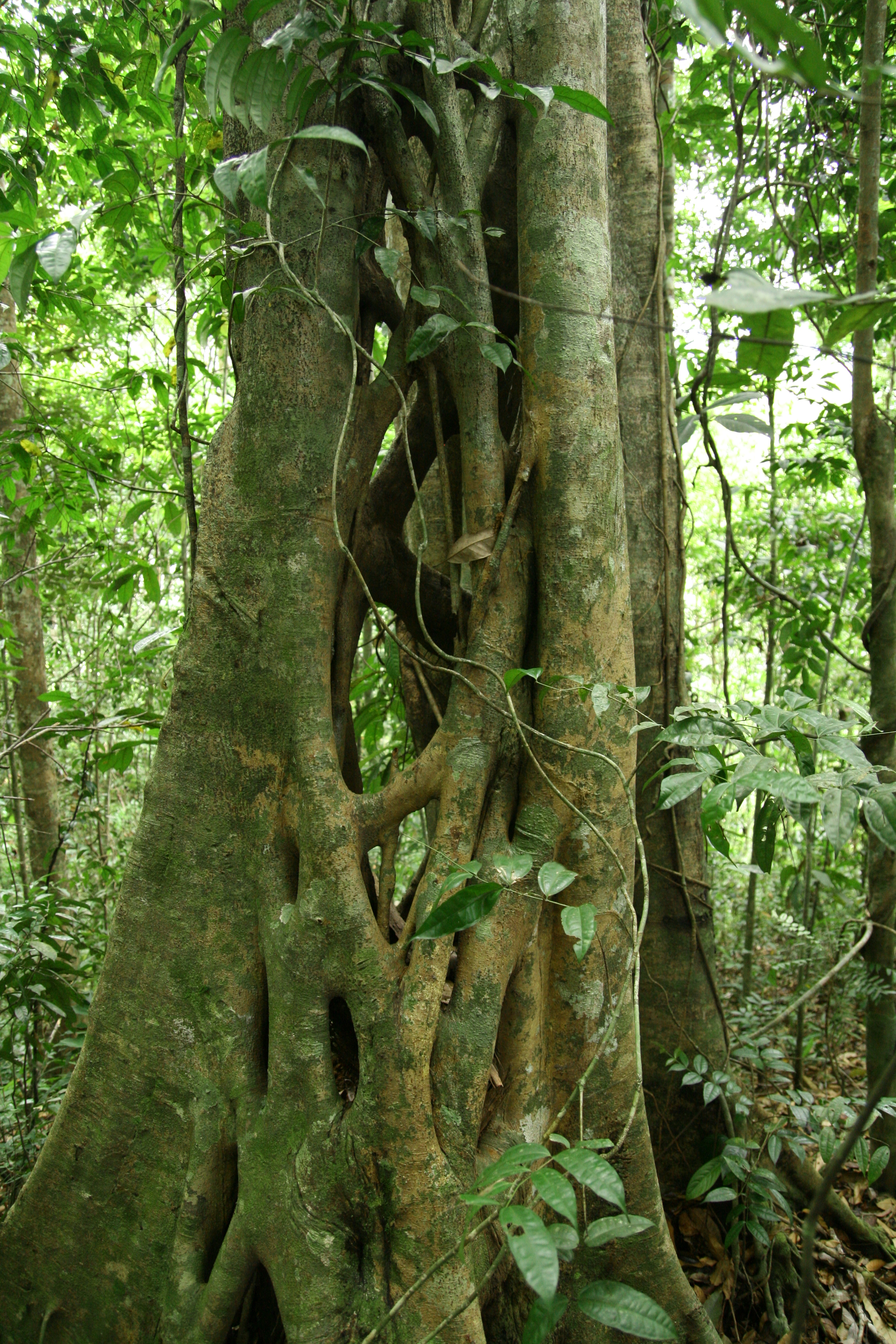
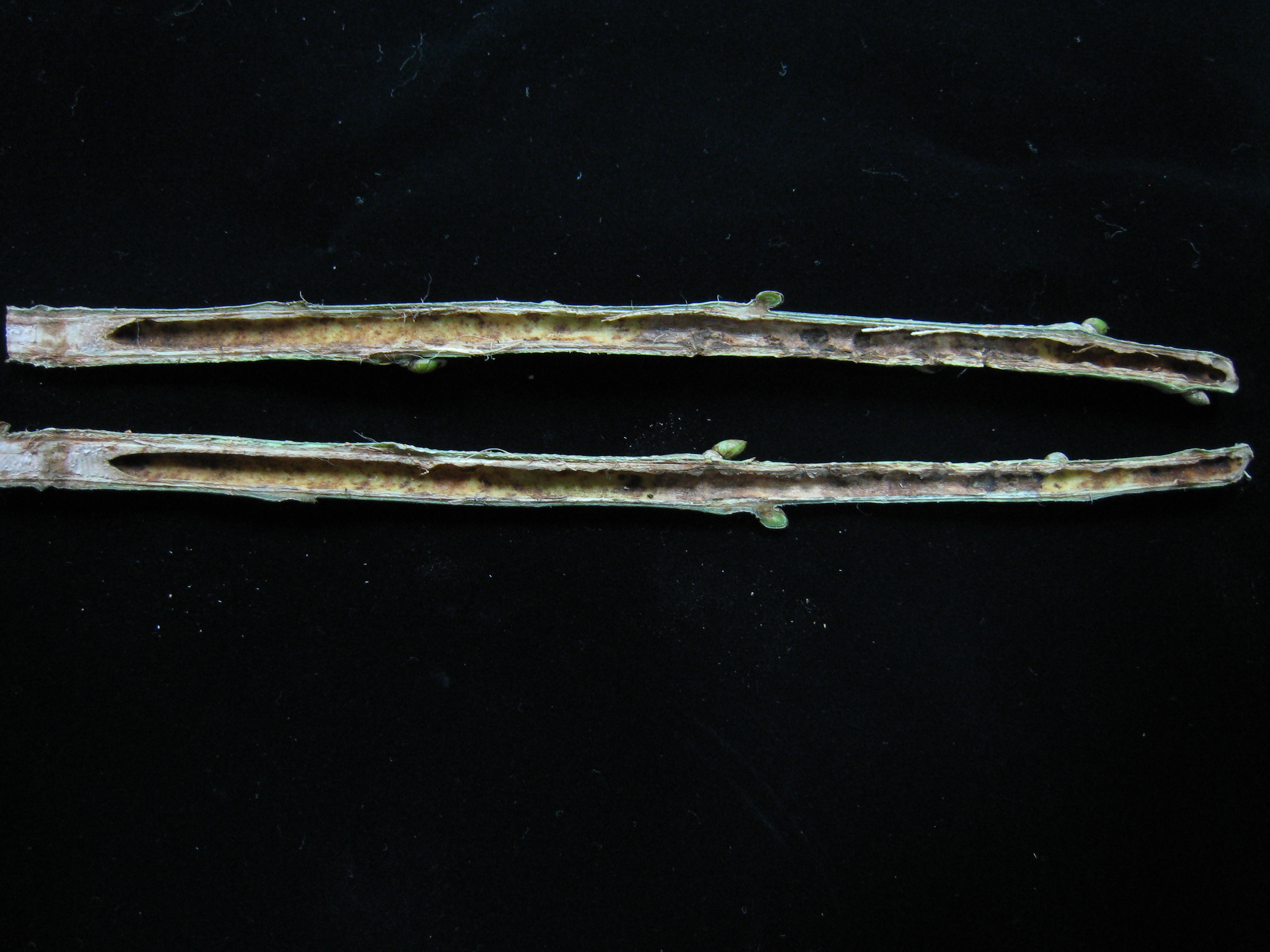
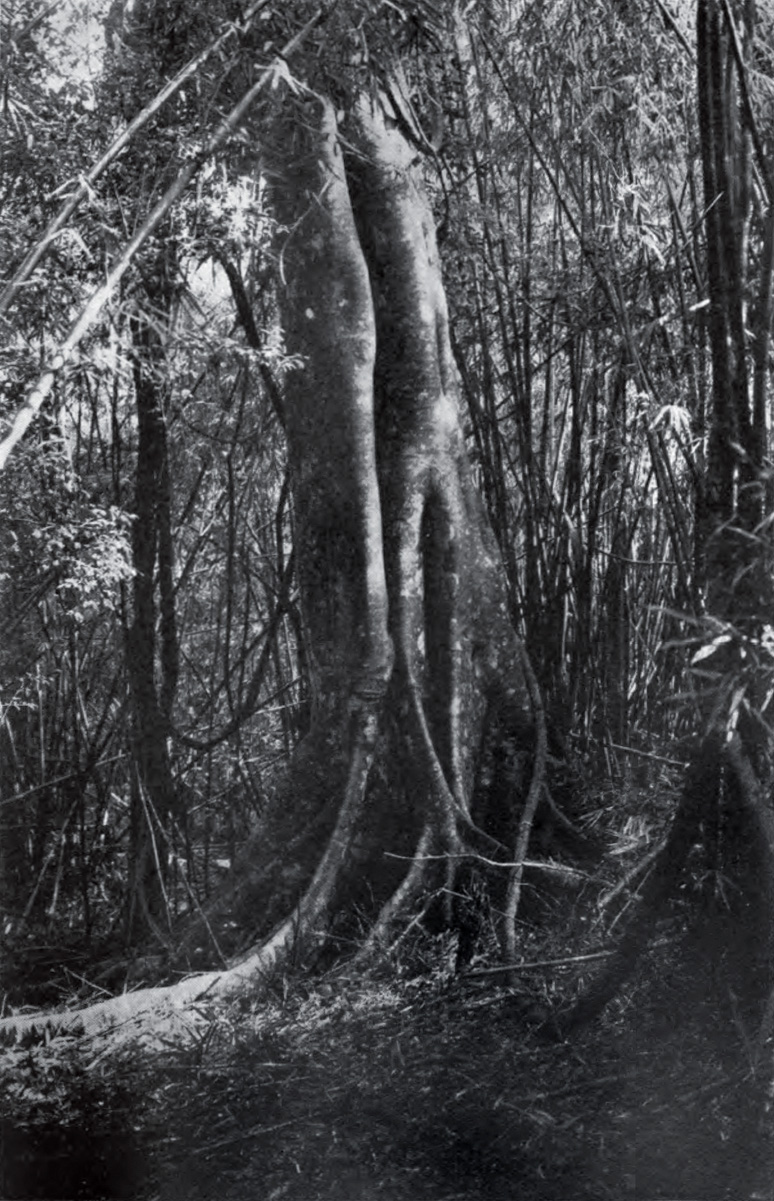